# Creoda af Mercia
Creoda (Cryda eller Crida, 500-tallet) kan have været en af de første konger over det angelsaksiske kongerige Mercia, der herskede i slutningen af 500-tallet.
Han nævnes i den Angelsaksiske Krønike, men har ikke titlen konge. Nogle forskere har skrevet, at kongelisten blot er baseret på Bedas gætværk.